# Riheun
Riheun ist eine osttimoresische Aldeia im Suco Lequitura (Verwaltungsamt Aileu, Gemeinde Aileu). Die Aldeia wurde 2017 neu geschaffen.

## Geographie
Riheun liegt im Südosten des Sucos Lequitura. Westlich liegt die Aldeia Lequitura und im Norden die Aldeia Rairema. Im Süden und Osten grenzt Riheun an die Gemeinde Ainaro mit ihren Sucos Maubisse, Maulau und Fatubessi (Verwaltungsamt Maubisse).
Ein Großteil von Riheun ist bewaldet. Das Zentrum steigt auf eine Meereshöhe von Nordwesten und Nordosten her über 1000 m an. Der Süden liegt sogar über 1500 m. Die Überlandstraße von Aileu nach Maubisse folgt grob der Grenze Riheuns im Südwesten, der Südgrenze in etwa die Überlandstraße von Maubisse nach Turiscai.

## Politik
2023 wurde Manuel Sales Tomas zum Chefe de Aldeia gewählt.